# Isabeau de Bavaria
Isabeau de Bavaria (Isabella de Bavaria-Ingolstadt; c. 1370 – 24 septembrie 1435) a fost soția regelui Carol al VI-lea al Franței, membru al Casei de Valois. Și-a asumat un proeminent rol în afacerile publice în ultimii ani ai dezastruoasei domnii a soțului ei.